# Stanovanjska politika
Stanovanjska politika predstavlja način delovanja države v sistemu stanovanjske oskrbe v družbi. 
Sodobna stanovanjska politika je oblika poseganja države, njenih institucij in samoupravnih enot na področje stanovanjske problematike državljanov, ki obsega cilje in ukrepe ter njihovo implementacijo in je namenjena odpravljanju nepravilnosti na trgu stanovanj za zagotovitev pogojev, v katerih imajo vsi posamezniki dostop do primernega stanovanja (Mandič v Polanc 2005; Polanc 2005). V tem okviru je osnovni cilj sodobne stanovanjske politike državljanom omogočiti cenovno dosegljiva stanovanja, ki ustrezajo njihovim življenjskim potrebam (Lujanen v Cirman 2007). Mednarodne smernice za oblikovanje stanovanjskih politik nacionalnih držav poleg primernosti stanovanjskih razmer spodbujajo predvsem posebno skrb za ranljive družbene skupine.

Ena izmed tovrstnih družbenih skupin so tudi mladi, ki so na stanovanjskem trgu v manj ugodnem, neenakopravnem položaju in si lahko brez pomoči le stežka uredijo samostojne bivanjske razmere (Breen in Buchman v Mandič 2009). Povezava med problematikami zaposlovanja mladih in urejanjem njihovih stanovanjskih razmer je še posebej relevantna z vidika sodobnega trenda poznega osamosvajanja mladih. Mladi namreč vedno dlje ostajajo vpeti v izobraževalni sistem, vedno kasneje vstopajo na trg dela in vedno kasneje pridobivajo zaposlitve, ki jim zagotovijo ekonomsko in socialno neodvisnost, kar predstavlja osnovo za možnost samostojne ureditve stanovanjskih razmer. Posledično se tudi vedno kasneje odločajo za prehod od bivanja pri starših k oblikovanju lastnega gospodinjstva. Slednje ima močan vpliv na družbeno demografijo, saj je neposredno povezano z oblikovanjem partnerstev in rodnostjo. 
Oviran dostop do stanovanj za mlade torej pomembno zaznamuje družbeni razvoj in reprodukcijo, prav tako pa prispeva k poznemu pridobivanju pomembnih vrednot in kompetenc, ki jih prinaša samostojno življenje in ki gradijo produktivne ter družbeno odgovorne državljane, kot so ekonomičnost, trajnostnost, neodvisnost, prevzemanje različnih vrst odgovornosti ipd. (Mladinski svet Slovenije 2010; Mandič 2009).

V okviru stanovanjske politike mladi kot ena izmed ciljnih skupin zahtevajo posebno in predvsem prednostno obravnavo, ker lahko odsotnost takšne obravnave v zelo širokem obsegu negativno učinkuje na življenje in delovanje celotne družbe, saj so mladi vselej nov temelj družbenega razvoja. Mladinsko dimenzijo stanovanjske politike je tako mogoče opredeliti kot oblikovanje in implementacijo mehanizmov, namenjenih posebej mladim, ki v skladu z njihovimi specifičnimi življenjskimi okoliščinami in pomanjkanjem finančnih sredstev mladim omogočajo primerno ureditev prvega stanovanjskega vprašanja ter pri tem spodbujajo njihovo hitrejše prehajanje od bivanja pri starših k samostojnemu vodenju gospodinjstva.

Vir: Bakovnik N., Beočanin T., Berglez S., Dadič K., Lebar L., Lebič T., Mesec S., Mužica R., Praprotnik L., Ranc I., Straus M. (2012). Lokalna mladinska politika. Ljubljana: Zveza ŠKIS; Ajdoščina: Mladinski svet.